# بالیادنگی
بالیادنگی (به لاتین: Baliadangi) یک منطقهٔ مسکونی در بنگلادش است که در ناحیه تاکورگان واقع شده‌است. بالیادنگی ۲۸۴٫۱۲ کیلومتر مربع مساحت و ۱۹۵٬۰۴۹ نفر جمعیت دارد.